# Бернштам, Фёдор Фёдорович
Фёдор Фёдорович Бернштам (Беренштам) (7 (20) сентября 1905, Санкт-Петербург, Российская империя — 1986) — советский художник-постановщик, художник-график.

## Биография
Ф. Ф. Бернштам — художник кино и художник-график — родился в Петербурге, в семье художника Ф. Г. Бернштама.
Учился в школе Карла Мая у её основателя К. И. Мая.
Работал на ленинградских фабриках «Совкино», «Союзкино», «Росфильм», «Союзфильм» — так называлась в разные годы киностудия «Ленфильм», на которой перед войной будут поставлены по его эскизам фильмы «Доктор Калюжный» (1939) и «Фронтовые подруги» (1941). А через три недели после начала Великой Отечественной войны на экранах Ленинграда демонстрировалась короткометражная агитновелла «Подруги, на фронт!», в которой героиня фильма «Фронтовые подруги» медсестра Лёля Федорина (Зоя Фёдорова) призывала ленинградских женщин отправиться на фронт сёстрами милосердия. Вскоре, вместе с киностудией «Ленфильм», был эвакуирован в Алма-Ату где работал на Центральной Объединенной киностудии (ЦОКС).
После окончания войны, в 1946—1951 годах, преподавал в Ленинградском среднем (а с 1948 года — высшем) художественно-промышленном училище, которому в 1953 году будет присвоено имя Народного художника СССР, действительного члена Академии художеств СССР, скульптора В. И. Мухиной.
Оформлял выставки и музеи.
Скончался в 1986 году. Похоронен на Большеохтинском кладбище Санкт-Петербурга.

## Фильмография
1. 1929 — Бунт бабушек  (короткометражный; режиссёр-постановщик: Оскар Галлай)
2. 1930 — Женщина в лесу  (режиссёр-постановщик: Альфред Доббельт)
3. 1930 — Не хочу ребёнка  (культурфильм; режиссёр-постановщик: Марк Галл)
4. 1930 — Подземное солнце  (совместно с Семёном Мейнкиным; режиссёр-постановщик: Михаил Авербах)
5. 1931 — Разгром  (режиссёр-постановщик: Николай Береснев)
6. 1933 — Жить  (совместно с Николаем Суворовым; режиссёр-постановщик: Семён Тимошенко)
7. 1939 — Доктор Калюжный  (режиссёры-постановщики: Эраст Гарин, Хеся Локшина)
8. 1941 — Фронтовые подруги  (режиссёр-постановщик: Виктор Эйсымонт)
9. 1941 — Подруги, на фронт!  (короткометражный; агитновелла; режиссёр-постановщик: Виктор Эйсымонт)
10. 1942 — Батыры степей  (короткометражный) (Режиссёр-постановщик: Григорий Рошаль)
11. 1942 — Тоня  (новелла первая из Боевого киносборника «Наши девушки»; режиссёр-постановщик: Абрам Роом)
12. 1942 — Однажды ночью  (новелла вторая из Боевого киносборника «Наши девушки»; режиссёр-постановщик: Григорий Козинцев)